# 수잔 다우니
수잔 니콜 다우니(영어: Susan Nicole Downey, 1973년 11월 6일 ~ )는 미국의 영화 프로듀서이다. 2009년 2월까지 그녀는 다크 캐슬 엔터테인먼트의 공동 사장이자 조엘 실버의 제작사인 실버 픽처스의 제작 부사장을 역임했다. 수잔은 로버트 다우니 주니어와 결혼했다. 이 부부는 팀 다우니라는 이름의 자체 제작사를 설립했다.